# USS Alligator (1862)
USS Alligator – pierwszy okręt podwodny oficjalnie przyjęty do służby w United States Navy. „Alligator” zwodowany został 30 kwietnia 1862 roku w stoczni Neafie & Levy w Filadelfii, gdzie został wybudowany według projektu Francuza Brutusa de Villeroia. Przyjęcie do służby w marynarce amerykańskiej miało miejsce w czerwcu 1862 roku, jednak już 2 kwietnia 1863 roku okręt zatonął podczas sztormu. Okręt, jako pierwszy w historii, wyposażony był w unikatowy system puryfikacji powietrza konstrukcji de Villeroia, którego sposób konstrukcji pozostaje tajemnicą z powodu braku projektów i śmierci konstruktora.